# Marvin Chinchilla
Marvin del Carmen Chinchilla Calderón (Parrita, 11 de febrero de 1977)  es un exfutbolista costarricense que jugó como delantero y se retiró en el equipo de su pueblo, el AS Puma Generaleña de la Segunda División de Costa Rica.